# Cynops orientalis
Hypselotriton orientalis, comunemente chiamato tritone dal ventre di fuoco (in inglese Chinese fire-bellied newt) è un anfibio appartenente alla famiglia degli urodeli di colore nero o grigio sul dorso e arancione con macchie nere sul ventre. Questo tritone che vive in Cina in zone collinari e montane, è spesso confuso con il Cynops pyrrhogaster, un tritone molto simile all'Hypselotriton orientalis, che vive però in Giappone. In media, questo tritone non supera i dieci centimetri di lunghezza e vive vent'anni. Gli Hypselotriton orientalis, per difendersi dai predatori (uccelli, grossi pesci, tartarughe, serpenti e altri anfibi), hanno sviluppato un meccanismo di difesa passiva: i loro colori vivaci sono un avvertimento della loro tossicità per i predatori.

## Alimentazione
Il tritone dal ventre di fuoco è molto vorace e possiede una dieta carnivora: in natura si ciba di insetti, larve di insetti, lombrichi, uova e larve di anfibi. Effettua inoltre cannibalismo sulle uova ed i larve della sua stessa specie.

## Abitudini
Vive in acque fredde e calme, quindi in stagni, laghi, acquitrini, o in tratti tranquilli dei fiumi. Sebbene i tritoni possano muoversi sulla terraferma, quelli di questa specie prediligono l'acqua e passano poco tempo all'esterno (ciò però può variare da esemplare a esemplare). In cattività la temperatura del luogo in cui soggiornano non deve superare i 25°. Se ciò dovesse accadere, i tritoni entrerebbero nella fase di estivazione (fatto negativo), che renderà l'anfibio completamente terrestre, fino a quando la temperatura dell'acqua non si sarà abbassata. In natura i tritoni escono allo scoperto di notte o dopo un temporale, che ha reso il terreno umido e il cielo più scuro. Inoltre, come tutti gli anfibi, gli Hypselotriton orientalis non possono convivere con pesci o anfibi di altre razze, poiché entrerebbero in competizione per il cibo e nel peggiore dei casi potrebbero anche mangiarsi a vicenda.

## Riproduzione
I tritoni raggiungono la maturità sessuale dopo un anno di vita. Tra maschio e femmina vi è dimorfismo sessuale: le femmine sono molto più tozze e grosse dei maschi e possiedono una coda lunga quanto il resto del corpo. I maschi invece sono più piccoli delle femmine e possiedono una coda molto più corta. In natura, la stagione degli amori avviene in primavera, mentre in cattività si può indurre i tritoni ad accoppiarsi quando si vuole, simulando l'effetto delle stagioni nel posto in cui risiedono. Se in cattività vengono tenuti sempre all'interno della casa a temperatura ambiente, i tritoni potrebbero anticipare l'accoppiamento in inverno. Dopo un rituale di corteggiamento, il maschio rilascia una sacca piena di sperma (spermatofora), che verrà utilizzata dalla femmina per fecondare le uova. Il numero di queste ultime non supera la cinquantina e vengono deposte su piante acquatiche e rocce. Alla schiusa, le larve si presenteranno nere e già disposte di zampe anteriori. La metamorfosi, dura in media quattro mesi, anche se varia a seconda della temperatura dell'acqua nella quale essi si trovano.